# Robert Moog

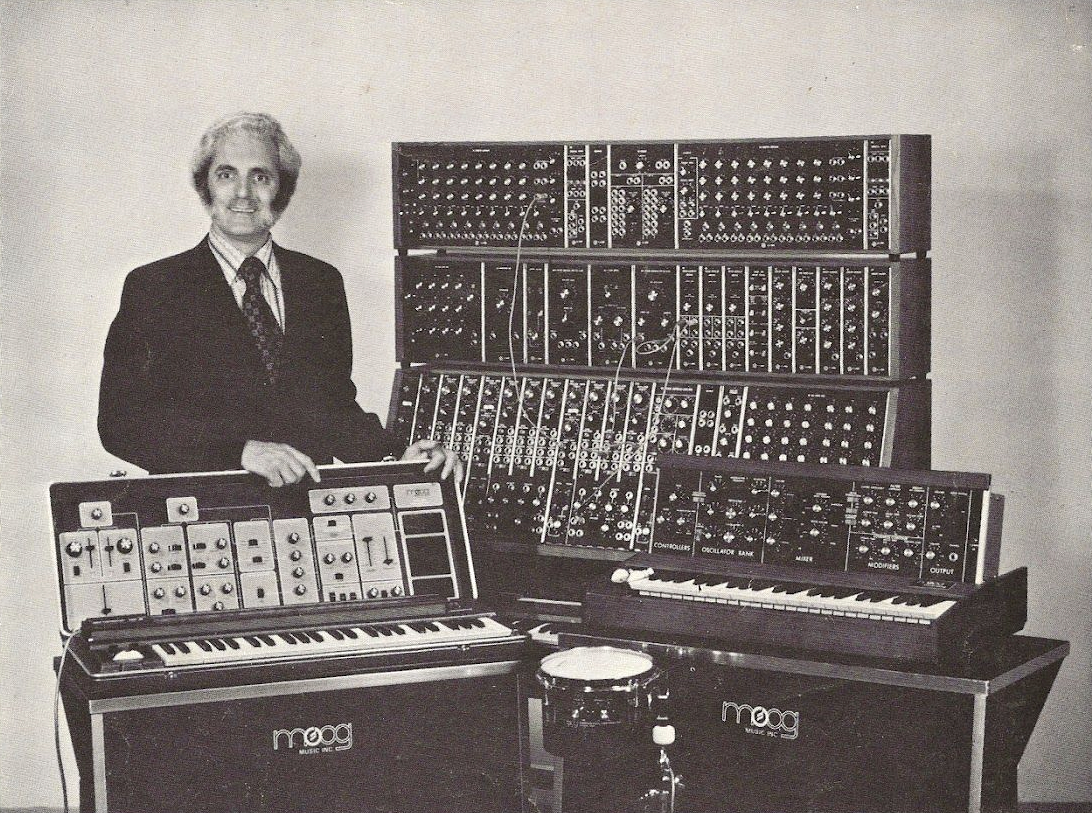
Robert Moog

Robert (Bob) Moog (New York, 23 mei 1934 – Asheville, 21 augustus 2005) was een Amerikaans muziekinstrumentbouwer. Hij was een van de eerste bouwers van elektronische muziekinstrumenten.
Moog begon in 1949 met het bouwen van theremins. De drang om deze theremins te modificeren leidde tot de productie van modulaire synthesizers. In eerste instantie vervaardigde hij deze alleen op bestelling. Vanaf 1964 begonnen zijn subtractieve synthesizers een commercieel succes te worden. In 1970 vervaardigde hij zijn eerste integrale synthesizer, waarbij het toetsenbord en de elektronica bij elkaar in één kast geplaatst waren: de Minimoog. Bij de ontwikkeling van het muziekinstrument heeft Wendy Carlos, een van zijn eerste cliënten, een zeer belangrijke rol gespeeld door de Moog te testen en tal van verbeteringen en uitbreidingen aan te brengen.
De Moog-synthesizers zijn vandaag de dag zeer gewild vanwege hun "vette" klank. Omdat de naam "Moog" echter verkocht was, mochten een tijdlang geen nieuwe modellen meer op de markt worden gebracht. Robert Moog slaagde erin zijn bedrijf onder de naam Moog Music voort te zetten en bracht in 2003 de Minimoog Voyager uit.
Moog was docent aan de Universiteit van Noord-Carolina tot hij tegen het einde van zijn leven een hersentumor kreeg. Hij stierf op 71-jarige leeftijd in zijn eigen huis in North Carolina.
De naam Moog wordt vaak verkeerd uitgesproken: de Engelse uitspraak rijmt op Vogue (inclusief zachte g), en dus wordt zijn achternaam niet uitgesproken als Moek.
Ter ere van de 78e geboortedag van Robert Moog lanceerde Google op 23 mei 2012 in zijn logo een doodle waarop bezoekers een van de eerste door hem ontworpen integrale synthesizers konden bespelen.